# Sabrina Aselah
Sabrina Aselah es una deportista argelina que compitió en judo. Ganó dos medallas de bronce en el Campeonato Africano de Judo de 2006, en las categorías de +78 kg y abierta.

## Palmarés internacional
| Campeonato Africano | Campeonato Africano     | Campeonato Africano | Campeonato Africano |
| Año                 | Lugar                   | Medalla             | Categoría           |
| ------------------- | ----------------------- | ------------------- | ------------------- |
| 2006                | Puerto Louis (Mauricio) | Medalla de bronce   | +78 kg              |
| 2006                | Puerto Louis (Mauricio) | Medalla de bronce   | Abierta             |